# Birinci Aşıqlı
Birinci Aşıqlı är en ort i Azerbajdzjan.   Den ligger i distriktet Bejläqan, i den centrala delen av landet, 200 kilometer väster om huvudstaden Baku. Birinci Aşıqlı ligger 26 meter över havet och antalet invånare är 1 981.
Terrängen runt Birinci Aşıqlı är platt. Närmaste större samhälle är Beylagan, 7,1 kilometer sydväst om Birinci Aşıqlı.
Trakten runt Birinci Aşıqlı består till största delen av jordbruksmark. Runt Birinci Aşıqlı är det ganska tätbefolkat, med 70 invånare per kvadratkilometer.